# Бекманн, Лийси
Лийси Марьятта Бекманн (фин. Liisi Marjatta Beckmann; 7 декабря 1924, Кирву, Яскисский уезд — 9 августа 2004, Ориматтила, Южная Финляндия) — финская художница и дизайнер, в основном работавшая в Италии с конца 1950-х до конца 1970-х годов. Её работы хранятся в коллекциях Музея современного искусства в Стокгольме и Музее дизайна в Хельсинки. Её работы также выставлялись в Римской квадриеннале, Музее современного искусства в Нью-Йорке, Музее декоративного искусства в Париже и Музее дизайна Триеннале в Милане. Её самой известной работой было кресло Karelia, впервые произведённое компанией Zanotta в 1966 году.

## Жизнь и карьера
Лиизи Марьятта Меронен родилась на ферме своих родителей в Кирву (совр. Свободное) на Карельском перешейке. В начале Второй мировой войны семья Меронен была вынуждена эвакуироваться из Карелии, и они начали новую жизнь в деревне Виреноя, недалеко от Ориматтилы.  Лиизи поступила[когда?] в Хельсинкскую школу искусств и дизайна на курс дизайна одежды и без ведома родителей также пошла на курс в Академию изящных искусств в том же здании.
В 1946 году Лиизи вышла замуж за Ганса Бекманна. Их ранняя супружеская жизнь прошла между Хельсинки, Виреноей и Любеком, родном городе её мужа. Вскоре пара разошлась, однако они не оформляли развода до 1957 года, и она сохранила его фамилию на всю жизнь. Бекманн переезжает в Милан в 1957 году, где работает в студии La Rinascente.
Некоторые из её моделей того периода можно увидеть сегодня в Хельсинкском Музее Дизайна. В 1960-е годы Бекманн сотрудничала с такими компаниями как Gabbianelli, Vetreria Vistosi, Vittorio Bonacina, Driade.
В 1966 году она разработала своё самое известное изделие — стул Karelia для Zanotta, выполненный в виде волнистых форм из вспененного пенополиуретана с глянцевым виниловым покрытием. Стул был перевыпущен компанией в 2007 году и выставлен в музее Триеннале Милана в 2016 году.
В конце 1960-х Бекманн поселилась в Кассано-д’Адда на окраине Милана. В середине 1970-х она постепенно отказалась от дизайна и посвятила себя живописи и скульптуре. В этот период у неё была персональная выставка в Galleria di Naviglio в Милане, а её скульптуры Листа и Маркони выставлялись на Римской квадриеннале. Другая скульптура этого периода, Стоящий человек (лат. Homo Erectus), хранится в Музее современного искусства в Стокгольме. Ретроспективная выставка её работ прошла в Палаццо Берва в Кассано д’Адда в 2015 году.
Бекманн провела последние годы своей жизни в Финляндии и умерла в Ориматтиле в возрасте 79 лет.